# 홍대머리황새
홍대머리황새(Painted stork)는 황새과에 속하는 큰 새이며, 인도 아대륙의 히말라야산맥 남쪽 열대 아시아 평원 습지에서 발견되며 동남아시아까지 뻗어 있다. 성체의 독특한 분홍색 삼차 깃털이 그 이름을 따서 명명되었다. 강이나 호수를 따라 얕은 물에서 무리를 지어 먹이를 찾다. 반쯤 열린 부리를 물에 담그고 좌우로 쓸고 터치로 감지되는 작은 물고기의 먹이를 잡아먹는다. 또한 물속을 걸어가면서 발로 물을 저어 숨는 물고기를 씻어내기도 한다. 다른 물새와 함께 나무에 식민지로 둥지를 틀기도 한다. 그들이 내는 유일한 소리는 둥지에서 덜컹거리는 약한 신음 소리나 부리 소리뿐이다. 이들은 철새가 아니며 날씨나 먹이의 가용성 변화에 반응하거나 번식을 위해 일부 지역에서만 단거리 이동을 한다. 다른 황새와 마찬가지로 열에 의해 날아오르는 모습이 자주 목격된다.

## 묘사

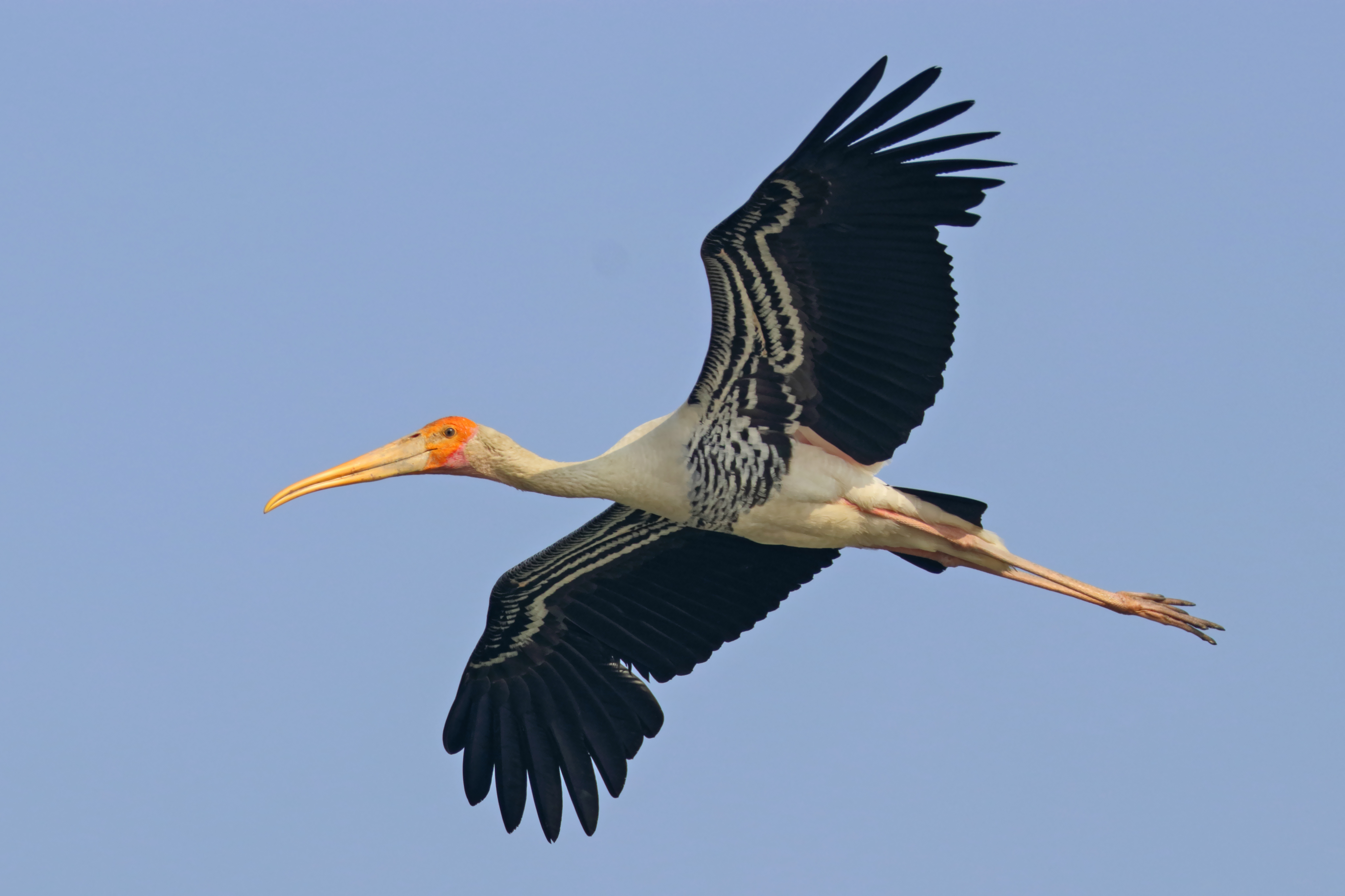
비행 중인 홍대머리황새

이 큰 황새는 무거운 노란색 부리와 아래로 구부러진 끝을 가지고 있어 따오기아과와 비슷하다. 성체의 머리는 벌거벗고 주황색 또는 붉은색을 띠고 있다. 긴 삼차는 밝은 분홍색으로 끝이 나 있고, 나머지는 등 위로 뻗어 있으며 엉덩이를 때린다. 독특한 검은색 가슴 띠가 있으며 흰색 비늘 무늬가 있다. 띠는 날개 아래 덮개로 계속 이어지며 검은색 덮개의 흰색 끝은 날개 아래 안감을 가로질러 흰색 줄무늬가 있는 것처럼 보인다.
몸의 나머지 부분은 성체에서 흰색을 띠고, 1차 및 2차는 검은색에 녹색 광택이 있다. 다리는 노란색에서 빨간색을 띠지만, 특히 휴식 중일 때 다리에 소변을 보거나 배변을 하는 습성 때문에 흰색으로 보이는 경우가 많다. 짧은 꼬리는 검은색에 녹색 광택이 있다. 황새의 경우 중간 크기로 키는 약 93~102cm, 날개 길이는 150~160cm, 몸무게는 2~3.5kg이다. 수컷과 암컷은 비슷하게 보이지만 보통 한 쌍의 수컷이 암컷보다 크다.
털이 우거진 어린 개체들은 주로 회색 부리와 검은 얼굴 피부를 가지고 있다. 어린 개체들은 갈색 깃털을 가지고 있으며, 대부분의 다른 황새들처럼 2~3년 후에 번식 상태에 도달한다.
모든 황새와 마찬가지로 목을 쭉 뻗은 채 날아다닌다. 그들은 종종 늦은 아침의 열을 이용해 먹이를 찾기 위해 날아오른다. 다른 황새와 마찬가지로 대부분 조용하지만 둥지에서 부리를 부딪히며 둥지에서 심한 울음소리나 낮은 신음 소리를 낼 수 있다.

## 분포 및 서식지
홍대머리황새는 아시아 평원 전역에 널리 분포되어 있다. 이들은 히말라야산맥 남쪽에서 발견되며 서쪽으로는 인더스강 시스템에 의해 경계를 이루고 있다. 이들은 희귀하며 동쪽으로 동남아시아로 뻗어 있다. 매우 건조하거나 사막 지역, 울창한 숲, 높은 언덕 지역에는 서식하지 않다. 케랄라주 대부분에서는 희귀하며 1990년대에야 이 지역으로 확장된 것으로 보인다. 이들은 사계절 내내 담수 습지를 선호하지만 관개 수로와 농작물 밭, 특히 계절풍 기간 동안 침수된 논밭을 이용하기도 한다. 대부분의 지역에 서식하지만 계절에 따라 이동한다. 어린 새들은 인도 동부 칠카에서 800km 떨어진 케올라데오 국립공원의 둥지에서 어린 무리를 지어 발견된 것에서 알 수 있듯이 번식지에서 멀리 떨어져 있을 수 있다. 번식은 항상 큰 나무에서 이루어지며, 습지 보호구역을 포함하여 오랜 기간 동안 둥지 나무가 확보된 지역,, 커뮤니티 관리 마을 연못과 호수, 마을 내부, 코크레벨루르와 같은 둥지 새, 동물원과 같은 도시 지역의 보호 나무 패치, 도시 습지의 섬에서도 보호를 받을 수 있다.

## 행동생태학
홍대머리황새는 얕은 습지, 농작물 밭, 관개 수로에서 무리를 지어 먹이를 찾는다. 먹이를 찾는 데 가장 큰 성공을 거둔 곳은 케올라데오 국립공원의 수심 7cm 지점이었다. 이 황새는 주로 작은 물고기를 먹으며, 물속에 잠긴 채로 반쯤 열린 부리를 좌우로 천천히 쓸어 내린다. 천천히 걷고 발로 물을 방해하여 물고기를 씻어내기도 한다. 개구리와 가끔 뱀도 잡아먹는다. 주로 낮에 먹이를 찾지만, 늦은 밤이나 심지어 밤에도 예외적인 조건에서 먹이를 찾을 수 있다. 먹이를 먹은 후에는 오랫동안 해안가에 가만히 있을 수 있다. 델리 지역의 홍대머리황새는 물고기를 먹는 모습이 관찰되었고, 남인도의 코크레벨루르에서는 개구리, 게, 큰 곤충, 메뚜기와 함께 둥지를 짓는 모습이 관찰되었다. 농경지에서 무리의 크기는 대부분 작지만 50마리 이상의 새 무리에 도달한다. 이러한 풍경에서는 계절에 따라 무리의 크기가 크게 달라지지 않지만, 겨울에는 그해의 병아리가 둥지에서 도망친 후 밀도가 훨씬 높다.
홍대머리황새는 다른 물새들과 함께 혼합 서식지나 단독으로 나무에서 번식한다. 번식기는 계절풍 직후인 겨울철에 시작된다. 인도 북부에서는 번식기가 8월 중순에 시작되며, 인도 남부에서는 둥지가 시작되는 시기가 10월경에 시작되어 2월, 심지어 4월까지 계속된다. 벵갈루루 시의 한 상세한 연구에서는 황새가 2월 초부터 3월 중순까지 둥지를 짓는 것을 관찰했으며, 관찰된 모든 둥지는 5월 중순경에 둥지를 틀었다. 코크레벨루르와 에두루파투에서는 1월이나 2월경에 번식이 시작되지만, 텔리네엘라푸람, 쿤다쿨람, 티루넬벨리에서는 번식이 10월이나 11월경에 시작된다.

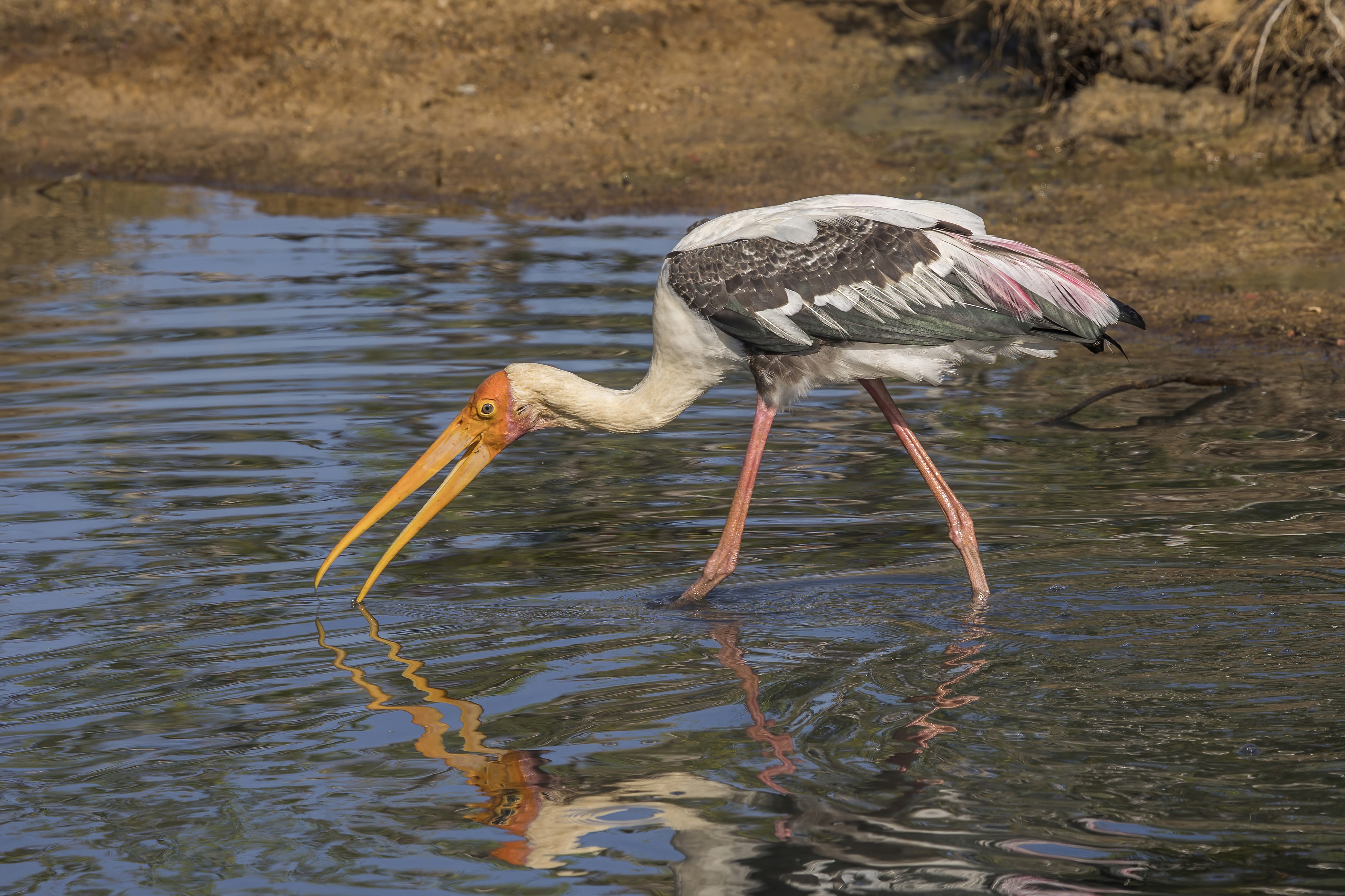
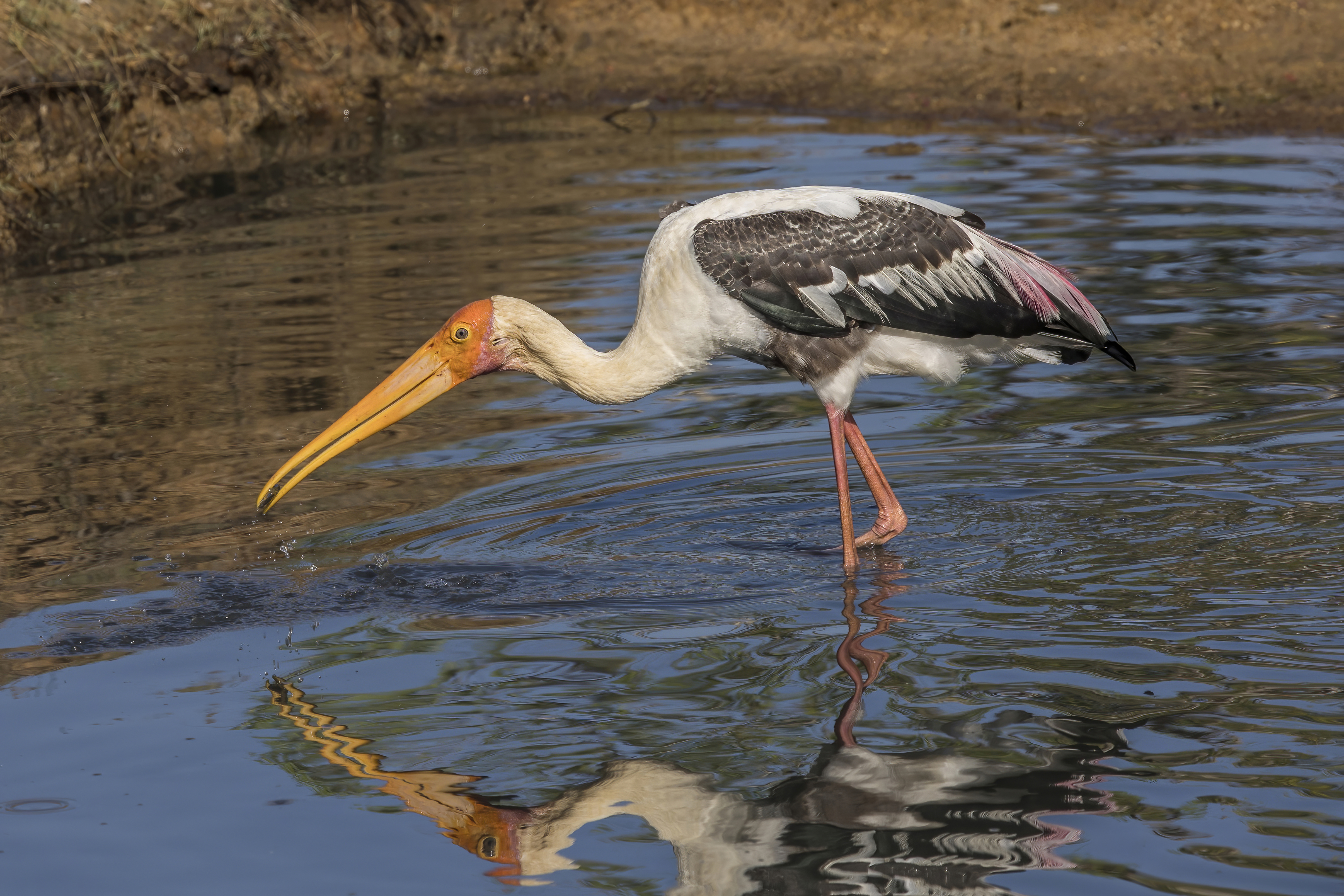
물고기 잡아먹는 홍대머리황새
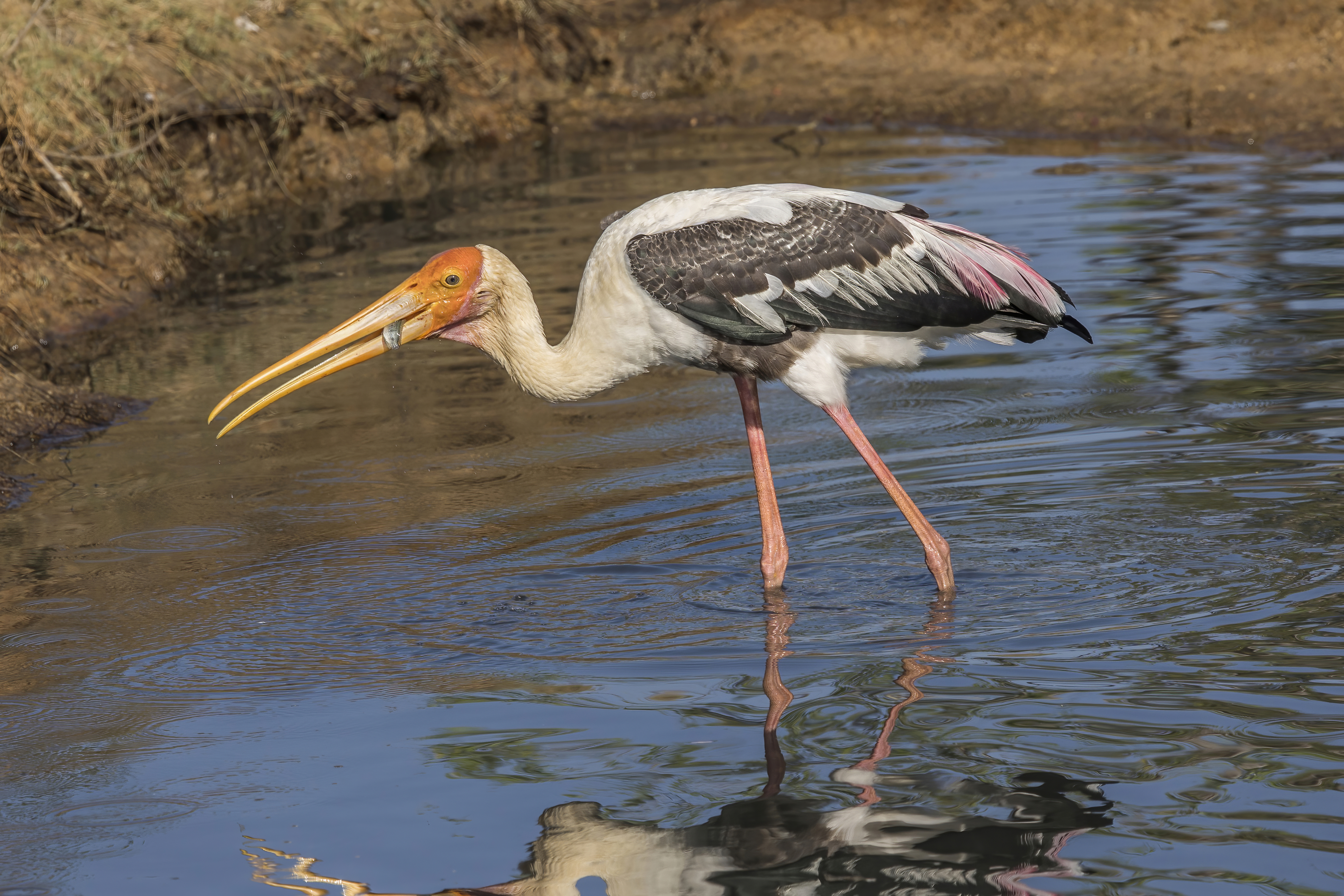